# Operación Korall
Operación Korall es el nombre clave de una serie de experimentos con torpedos T-5 realizados por la Unión Soviética a fines de octubre de 1961, en la bahía Chyornaya, en la Isla sur de Nueva Zembla. Las pruebas incluyeron la detonación de dos dispositivos nucleares en ambiente marino.

## Propósitos
Las pruebas tenían como propósito principal estudiar la efectividad de los torpedos T-5 equipados con un nuevo sistema de detonación de cargas nucleares, llamado ASBZO. Este era una sección autónoma de la ojiva, no eléctricamente conectada al torpedo. También se estudiaron los efectos producidos por las explosiones nucleares sobre las naves militares.

## Experimentos
Para las pruebas se utilizaría un submarino B-130, el que dispararía los torpedos. Este sería comandado por el Capitán Rango 3 N. A. Shumkov. Los experimentos se realizaron en la siguiente secuencia:
- El 21 de octubre se dispararon dos torpedos, uno de ellos equipado con el ASBZO y explosivos convencionales.
- El 23 de octubre se disparó un torpedo con ASBZO y una cabeza nuclear RDS-9, el cual explotó bajo el agua a una profundidad de 25 m, liberando una energía de 4,8 kilotones. Produjo un movimiento sísmico de magnitud 5,1 en la escala de Richter.
- El 26 de octubre se disparó un torpedo con ASBZO y explosivos convencionales.
- El 27 de octubre se disparó un torpedo con ASBZO y una ojiva RDS-9. Esta vez el dispositivo explotó en la superficie del agua, a 1,1 m de altura y con un rendimiento de 16 kt.

Para todas las pruebas nucleares la distancia de lanzamiento fue de 12,5 km.